# История Камеруна

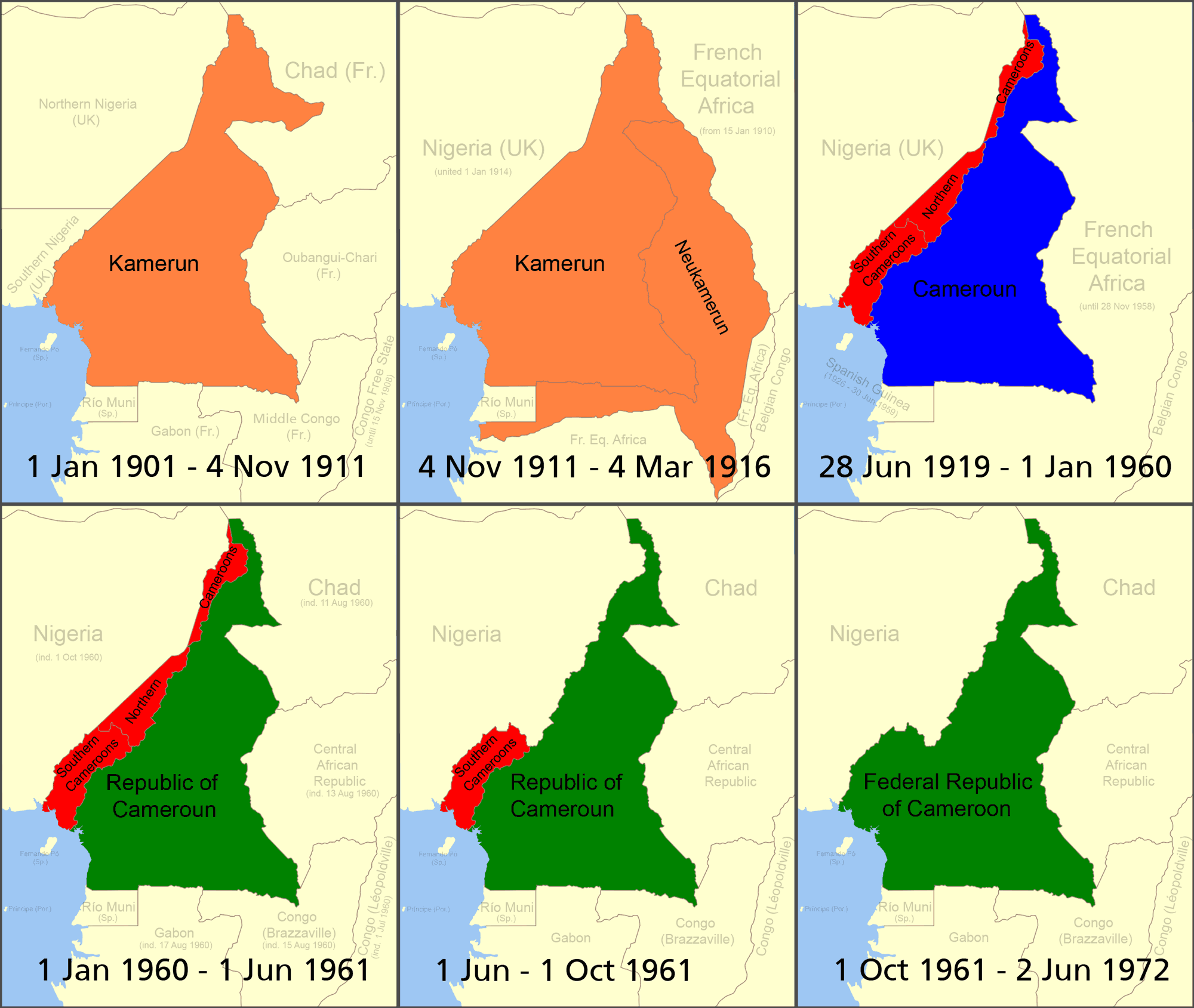
Камерун с течением времени
Германский Камерун
Британский Камерун
Французский Камерун
Республика Камерун

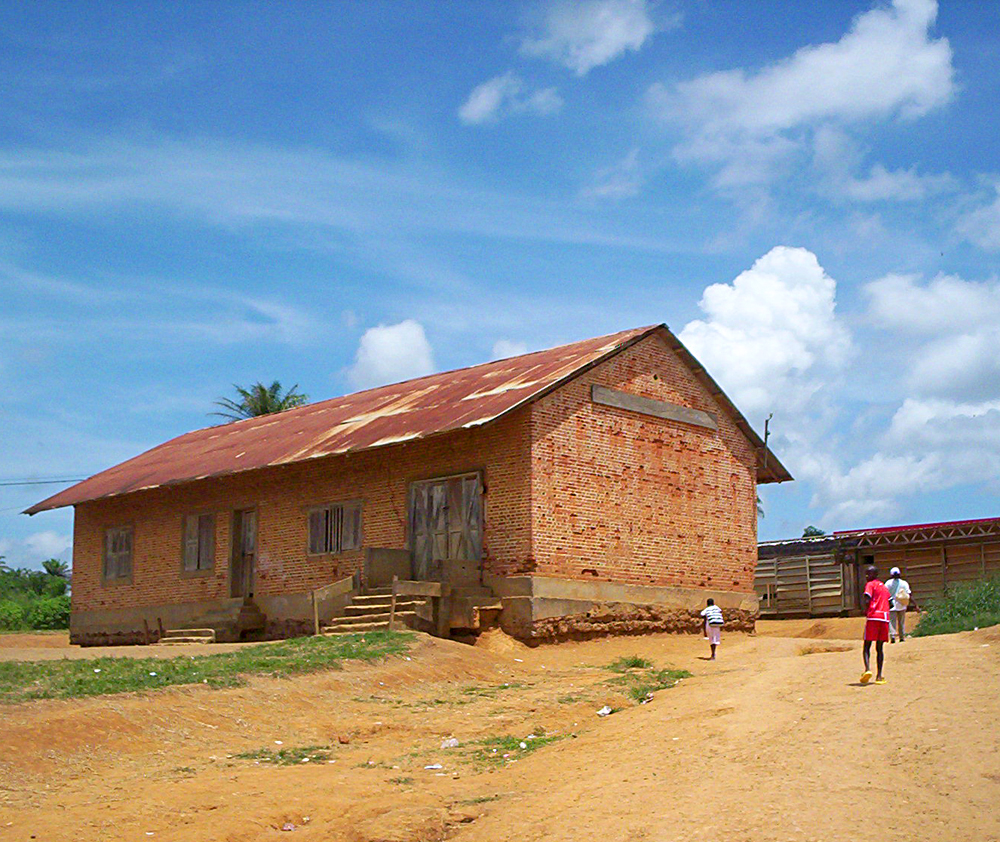
Здание в Камеруне, построенное германскими колонизаторами. Южная Провинция. Ныне — школа.

## Доколониальный период
Пещера Шум Лака была населена начиная с 30 тыс. лет до настоящего времени. У образца 2/SEII (7970—7800 л. н.) из местонахождения Шум Лака определена Y-хромосомная гаплогруппа A00 и митохондриальная гаплогруппа L0a2a1. У образца 2/SEI (7920—7690 л. н.) определена митохондриальная гаплогруппа L0a2a1 и Y-хромосомная гаплогруппа B. У образца 4/A (3160—2970 л. н.) определена митохондриальная гаплогруппа L1c2a1 и Y-хромосомная гаплогруппа B2b. У образца 5/B (3210—3000 л. н.) определена митохондриальная гаплогруппа L1c2a1. Все четыре особи также имеют признаки недавнего инбридинга. Жители пещеры Шум Лака не были ни прямыми предками, ни даже близкими родственниками современных представителей народа банту. Они ближе к живущим сегодня в Центральной и Восточной Африке охотникам-собирателям, чем к народам, населяющим Камерун и другие экваториальные и тропические страны Африки, расположенные южнее Сахары.
Древнейшим населением Камеруна были пигмеи. Затем юг колонизируют западно-конголезские племена и народы банту. В I тыс. до н. э. на территории Камеруна жил народ сао, который находился на стадии бронзового века, знал земледелие и гончарство. В XIV веке пришли племена канембу, а в XV веке племена маса.
В начале XVII века на севере нынешнего Камеруна образовалось раннефеодальное государство Мандара. В 1715 году правитель Мандары допустил в свою страну мусульманских проповедников, и Мандара стала султанатом.

## Начало европейской колонизации
В 1472 году побережья Камеруна достигли португальские капитаны Фернан ду По и Руй ди Сикейра, которые и дали Камеруну его современное имя, на которое их натолкнуло обилие в прибрежных водах креветок (порт. Camarão). Через несколько лет португальцы основали в устье реки Вури торговую факторию, занимавшуюся покупкой рабов у местных жителей.
В конце XVI века португальцев вытеснили голландцы, а с началом XVIII века на побережье Камеруна стали активно обосновываться англичане, французы и немцы, которые строили там торговые фактории и христианские миссии.

## Экспансия фульбе
Кочевники-скотоводы фульбе начали проникать на территории северного Камеруна еще в XVI веке. Они завоевали султанат Мандара. В XIX веке благодаря джихаду фулани практически весь северный Камерун вошёл в состав мусульманского государства, центр которого располагался на территории северной Нигерии. Продвижению фульбе на юг мешали тропические леса.
На юге нынешнего Камеруна до XVIII века жили племена первобытно-общинного строя. Их развитие началось с появлением на побережье нынешнего Камеруна европейцев.

## Германский период (1884—1916)

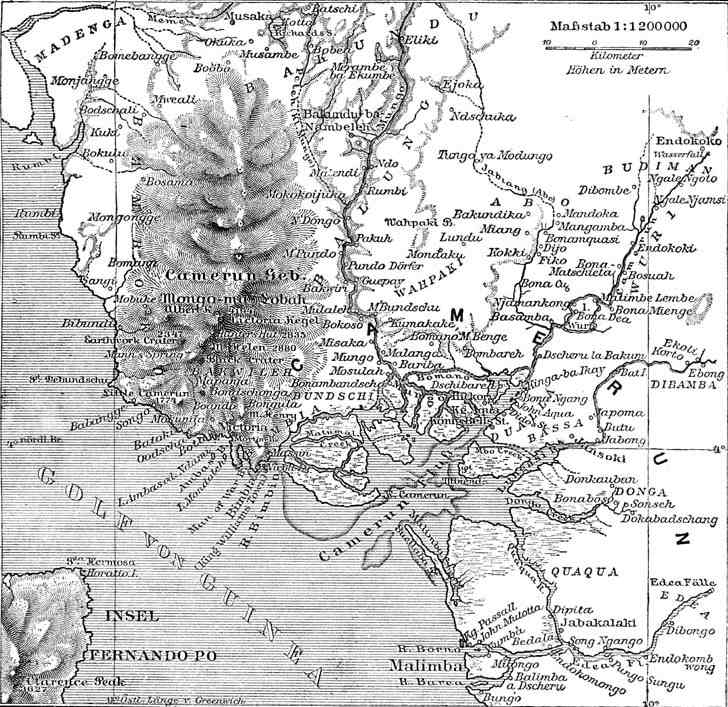
Карта Камеруна (около 1888)

До 1884 года вся область Камеруна находилась во власти самостоятельных старшин, из которых самыми могущественными были короли дуала. В июле 1884 года три немецкие фирмы при посредничестве Г. Нахтигаля заключили с «королями» договор, по которому приобрели верховную власть над областью Дуала. Права свои они передали затем германскому правительству: 14 июля 1884 года область была торжественно объявлена присоединенной к Германской империи.
В 1887 году единственное английское поселение — баптистская миссионерская станция Виктория — перешло к Базельскому миссионерскому обществу, и тем было обеспечено неограниченное влияние Германии.
Заслуги по исследованию Камеруна принадлежат Бёртону, Манну, Рейхенову, Бухгольцу, Кнутсону, Бальдау, Бухнеру, Целлеру. Непроходимый до тех пор пояс девственных лесов пересекли впервые в 1887 году лейтенанты Кунд и Таппенбек на юге и доктор Цинтграфф и лейтенант Цейнер на Севере.
С 1888 года немцы стали осваивать глубинные районы Камеруна. Они стали создавать там плантации какао, кофе, каучуконосов. Построили железные дороги, морские порты.
Восстание жителей Иоссштадта в том же году было подавлено экипажем германских корветов, селение уничтожено, и на место его выстроена резиденция администрации. Договорами с Англией и Францией была затем установлена граница.
Путь к реке Бинуэ был открыт Цинтграффом в 1889 году, но основанную им станцию Балибург пришлось покинуть после нескольких неудачных экспедиций. На юге значительного успеха добился лейтенант Морген после путешествия в Яунде и Нгила в 1889 году. В 1890 году он снова отправился в Нгила, оттуда повернул на северо-восток и север, прошёл страну между верхним течением Санага и Мбам, где нашёл запасы слоновой кости и цветущую торговлю с Средним Суданом, и через Баньо и Адамауа достиг в январе 1891 года Иби на Бинуэ. Чтобы закрепить достигнутые им результаты, барон фон Гравенрейт снарядил затем более крупную экспедицию, но погиб в битве с баквири. Лейтенант Рамзай произвел картографические съемки и совершил в 1892 году путешествие в Балинга-Яунде и к реке Дибамба.
В 1892 году бакоко на Квакве и в 1893 году мабеа принуждены были прекратить враждебные действия против караванов. В 1893 году лейтенант фон Штеттен прошёл те же места, где был за три года до того Морген, и заключил с султаном Адамауа договор, по которому лишь немцам разрешается устраивать станции в Адамауа. Чтобы эксплуатировать обеспеченные таким образом для немецкого влияния области по верхнему течению Санаги и Мбам, осенью 1893 года образовалось Kameruner Hinterland-Gesellschaft, с капиталом в 200 000 марок, которое начало свою деятельность с постройки станций при Идиа и Балинга на Санаге и с вывоза слоновой кости, каучука, плодов масличной пальмы и кож.
15 декабря 1893 года взбунтовавшиеся полицейские солдаты (дагомейцы) овладели правительственными постройками и ограбили их, но были 21 декабря усмирены экипажем германского крейсера.
В начале XX века Нджойя, султан Бамума, создал оригинальную письменность для своего народа. Его усилия получили поддержку немецких колониальных властей.

## Франко-британский раздел
Во время Первой мировой войны к февралю 1916 года территория Камеруна была оккупирована Великобританией и Францией.
Лига Наций в июле 1922 года объявила Камерун мандатной территорией Лиги Наций и предоставила мандаты на её управление Франции (большая часть — Восточный Камерун) и Великобритании (Западный Камерун).
На Восточный Камерун было распространено законодательство Французской Экваториальной Африки. Подмандатная территория была разделена французами на 9 округов, которыми управляли французские коменданты и советы местных вождей при них. На севере Камеруна французы сохранили прежние местные султанаты, предоставив их властям сбор налогов и другие административно-хозяйственные функции.
Западный Камерун вошёл в состав британской Колонии и Протектората Нигерии и был разделен на две части — Северный Камерун (был включен в провинцию Северная Нигерия) и Южный Камерун (был включен в провинцию Южная Нигерия).
Ахиримби II был десятым королём, или Фоном Бафута, то есть полуавтономным правителем Бафута и прилегающих территорий (Fondom of Bafut, входит в состав Камеруна). Правление продолжалось с 1932 по 1968 гг., этот период включает в себя передачу британского протектората Британский Камерун независимому государству Камерун. Предшественником Ахиримби II был Абумби I, преемником — Абумби II.

## Период независимости
Французский Камерун получил независимость 1 января 1960, первым президентом стал Ахмаду Ахиджо, лидер партии Камерунский союз (КС), главной политической силы в восточном Камеруне, лидер Камерунской национально-демократической партии (КНДП) Джон Нгу Фонча до 1970 года занимал пост вице-президента.
Поскольку Камеруну была предоставлена независимость на несколько месяцев раньше, чем Нигерии, жителям британских частей было дано право выбора на референдуме, в территорию какой страны быть включенными: зависимой Нигерии или независимого Камеруна. Жители причадской области решили остаться под юрисдикцией Нигерии, в то время как жители западных территорий решили поменять подданство в пользу нового независимого государства.
Этот шаг стал причиной социально-политического конфликта между англофонами и франкофонами.
В результате референдума 20 мая 1972 года Камерун из федеративной республики был преобразован в унитарную.
Под давлением французского правительства в ноябре 1982 года Ахиджо ушёл в отставку, передав свои полномочия Полю Бийя. Преемник стал официальным избранником в 1984 году, получив 99,98 % голосов.
В 1990-х г. население северо-западной англофонной части Камеруна, которая в результате референдума, проведённого в начале 1960 г., вышла из состава колониальной Нигерии и вошла в состав независимого Камеруна, заговорило о дискриминации местного населения по сравнению с франкофонным большинством.
Политические объединения, существующие в юго-западной части:
- Социал-демократический фронт (СДФ), лидером которой является Джон Фру Нди.
- Национальный совет Южного Камеруна (НСЮК)

Имеет дипломатические отношения с Российской Федерацией (установлены с СССР 20 ноября 1964 года).